# Gottfried Gelfort
Gottfried Karl Felix Gelfort (* 6. April 1885 in Steglitz; † 30. Januar 1956 in Berlin) war ein deutscher Ruderer.

## Biografie
Gottfried Gelfort nahm bei den Olympischen Sommerspielen 1912 in Stockholm mit seinem Verein dem Berliner RC Sport-Borussia in der Achter-Regatta teil. Jedoch konnte das Boot den Finallauf nicht erreichen.